# New Super Luigi U
New Super Luigi U (estilizado como New Super Luigi Bros. U) es un videojuego de plataformas desarrollado por Nintendo para la Wii U.  Se trata de un paquete de expansión para New Super Mario Bros. U (2012), perteneciente a la serie Super Mario. El argumento y la mecánica se mantienen idénticos al original, pero Luigi sustituye a Mario como protagonista. Salta más alto y tiene menos fricción con el suelo que su hermano, y cada fase se rediseña para aumentar el nivel de dificultad. La expansión añade a Nabbit, un NPJ de New Super Mario Bros. U, como jugable invencible.
El objetivo de Nintendo era desafiar las nociones preconcebidas sobre los contenidos descargables (DLC) y hacer de New Super Luigi U un juego lo suficientemente grande como para valerse por sí mismo. Los desarrolladores buscaron diferenciarlo de New Super Mario Bros. 2 (2012). El aumento de la dificultad sirvió para desafiar a los veteranos de la serie, pero los escenarios se acortaron para animar a los usuarios menos experimentados. Luigi se convirtió en el protagonista principal debido a la campaña de mercadotecnia del Año de Luigi; se comercializó para coincidir con ella. Se podía comprar como DLC para New Super Mario Bros. U, como uno independiente y como paquete con la entrega principal. También se incluyó en la adaptación para Nintendo Switch, New Super Mario Bros. U Deluxe, en 2019.
New Super Luigi U se anunció en un Nintendo Direct de febrero de 2013; las versiones digital y comercial se lanzaron entre junio y agosto. Nintendo tomó varias vías para promocionar la expansión y el Año del Luigi, incluida una asociación con la Autoridad de Tránsito de Chicago y un falso documental sobre parkour. Recibió reseñas positivas; los críticos alabaron la dificultad y el diseño de los niveles, pero reprocharon el esquema de control del protagonista por desequilibrado con el cambio de dificultad. El modo multijugadory la incorporación de Nabbit recibieron opiniones encontradas. Las ventas del debut se vieron eclipsadas por Pikmin 3, pero la expansión vendió 3,07 millones de copias en 2020, convirtiéndose en el octavo videojuego más comprado de Wii U.

## Sistema de juego
Una vez comprado, New Super Luigi U se puede seleccionar desde el menú principal de New Super Mario Bros. U (NSMBU). La historia principal es casi idéntica a la del original, con la omisión de Mario. El jugador controla a Luigi con el objetivo de atravesar cada nivelde izquierda a derecha para llegar al final, identificado con un mástil de bandera. A lo largo de los mismos hay varios enemigos y peligros que dificultan la progresión. Las fases también contienen potenciadores que otorgan nuevas habilidades al recogerlos; por ejemplo, la Flor de Fuego le permite lanzar bolas de fuego y el Traje de Ardilla Voladora le posibilitar planear en el aire. Cada uno contiene tres «Monedas estrella» que sirven como objetos coleccionables. Los niveles se dividen en ocho «mundos», y en ellas se producen encuentros con uno de los ocho Koopalings. Se seleccionan en un mapa con rutas ramificadas. En comparación con NSMBU, se han rediseñado para ser más difíciles y no contienen puntos de control, pero son considerablemente más cortos. Se dispone de cien segundos para completarlo. Con el Wii U GamePad, el usuario puede utilizar su pantalla táctil para colocar plataformas temporales sobre las que situarse a su discreción.
Aunque conserva el mismo esquema de control que Mario, Luigi tiene menos fricción y se desliza con más facilidad, y también salta más alto y se mueve más despacio en el aire. Una vez completado el juego, se tiene la opción de desactivar estos cambios físicos. En sustitución de Mario aparece Nabbit, originalmente un personaje no jugador que apareció en NSMBU como antagonista. Es invulnerable al daño enemigo y va ganando vidas extra con el tiempo, pero a cambio no puede usar potenciadores. También son controlables otros dos, Toads amarillo y azul, que conservan la misma física del original. Cada uno puede ser jugado por un usuario individual en un modo multijugador de hasta cuatro personas.

## Desarrollo

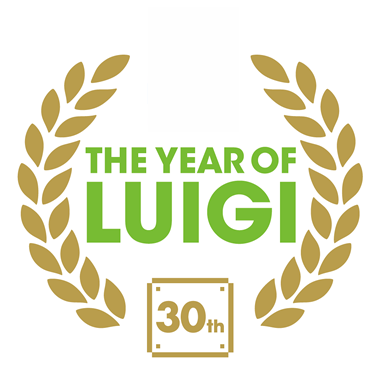
New Super Luigi U hace hincapié en Luigi para la celebración del aniversario del Año de Luigi (logotipo en la imagen).

New Super Luigi U fue desarrollado por Nintendo EAD, los programadores de New Super Mario Bros. U. El contenido descargable (DLC) se hizo para hacer hincapié en ese personaje debido al Año de Luigi, una campaña de mercadotecnia que conmemoraba el treinta aniversario de su introducción en Mario Bros. (1983). El concepto de uno orientado a él ha sido concebido por el productor Takashi Tezuka. Tezuka declaró que el objetivo principal era «cambiar lo que la gente piensa del DLC». Para ayudar a que se diferenciara del original, se contrató a varios desarrolladores del equipo de New Super Mario Bros. 2 para que diseñaran nuevos trucos que no se solaparan con los del juego base.

### Concepto

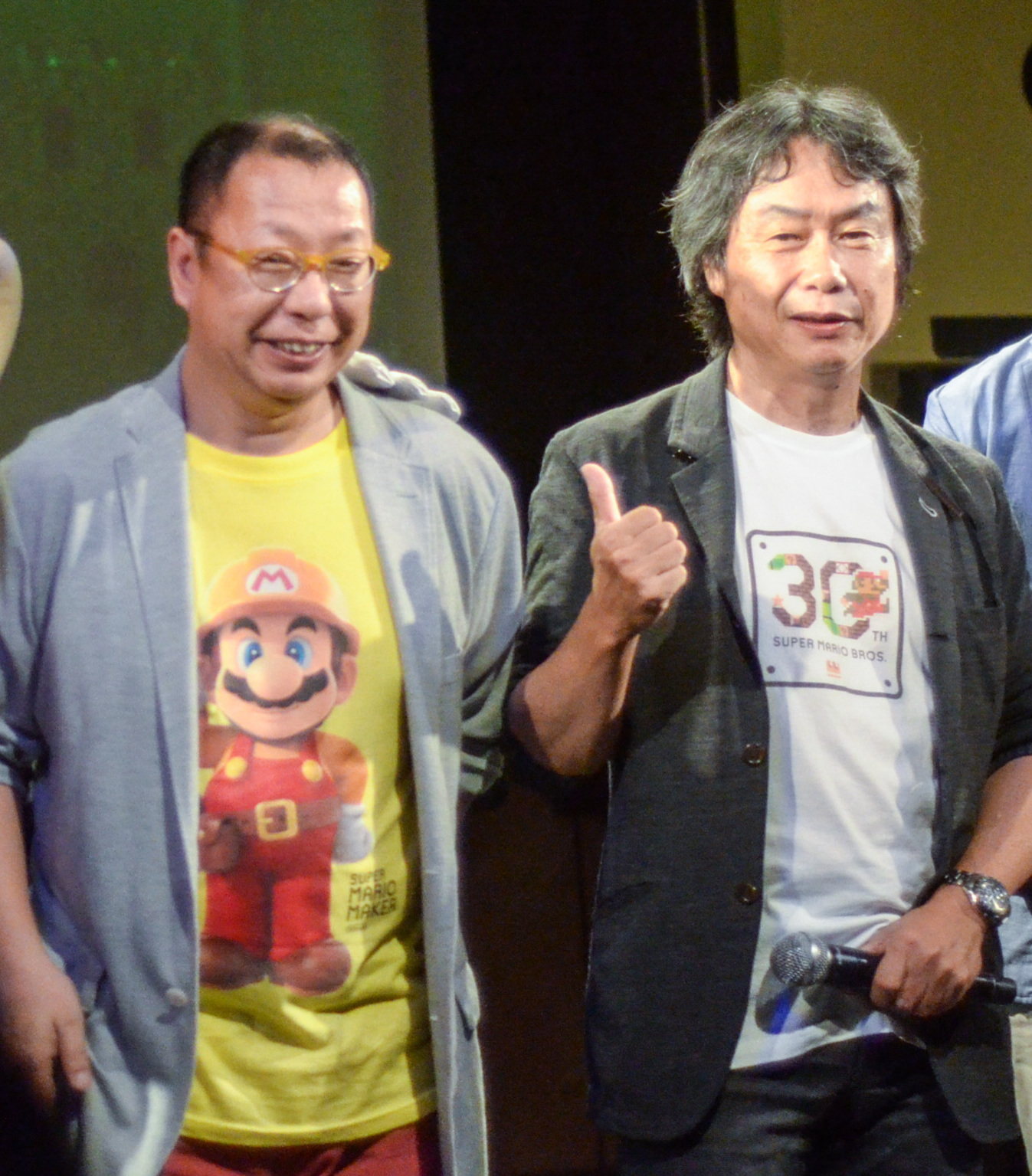
El productor Takashi Tezuka (izquierda) con Shigeru Miyamoto (derecha) en 2015.

Según Tezuka, los programadores consideraron en un principio ideas para el DLC mucho más pequeñas que el producto final, y se decidieron por crear más escenarios jugables para el modo Boost Rush, similares al que se encuentra en New Super Mario Bros. 2. Las concepciones para los trucos que se encuentran en los nuevos niveles se conceptualizaron con bastante rapidez; la similitud entre el nuevo DLC y el título de 3DS «empezó a molestar» a Tezuka. Cuando pidió al director, Masataka Takemoto, que volviera a empezar desde cero con un nuevo concepto, aceptó la oferta porque creía que los fanáticos se preguntarían por qué no estaba incluido en el juego base. El nuevo objetivo de Takemoto era crear uno más grande que New Super Mario Bros. 2, y esperó a su lanzamiento para comprobar cómo lo recibiría el público. Apenas se estrenó el de esa entrega, para sus expectativas, los seguidores se sintieron decepcionados porque el contenido era demasiado básico para tenerlo tras una barrera de pago.
Cuando se reanudó la producción del DLC de New Super Mario Bros. U, experimentaron con la noción de etapas que «tuvieran recorridos extremadamente cortos pero una dificultad creciente». Hicieron esto porque examinaron que los usuarios que lo completaran buscarían un reto más difícil, pero hacer que cada nivel tuviera la misma longitud que el título base haría que la experiencia fuera «agotadora». Takemoto vio el cambio de longitud desde un ángulo diferente; se dio cuenta de que cada entrega posterior de la serie Super Mario tenía fases más largas que la anterior. Su propósito era crear uno con una duración similar a la de Super Mario Bros. 3 para facilitar su accesibilidad. Para conseguir que los jugadores publicasen sobre New Super Luigi U en la plataforma social Miiverse, hicieron hincapié en añadir al menos un «punto de referencia» en cada área, como pixel art de Luigi, pegatinas y objetos con forma del personaje en el fondo, para animarlo a publicar sus hallazgos. A partir de ahí, otros podrían dedicar tiempo a intentar buscarlos. En un principio, Tezuka se opuso a un lanzamiento físico porque estaba diseñado para atraer a los que ya habían completado New Super Mario Bros. U. Cambió de opinión después de considerar un público que nunca lo había jugado y que podría utilizar el DLC como punto de partida.

### Personajes
Cuando Tezuka sugirió por primera vez que Luigi fuera el personaje central, Takemoto respondió primero: «¡¿De qué estás hablando?!». Cuando insistió y volvió a pedirle la idea unos días más tarde, Takemoto la tomó en consideración; le pareció que convertirlo en el protagonista consolidaría aún más el juego como una experiencia independiente. Con el cambio, se añadió un nuevo control para este, y ciertos conceptos de nivel en los que los controles estándar dificultaban la finalización se volvieron más sencillos.
Después de que Tezuka convenciera a Takemoto para que omitiera por completo a Mario, se barajaron otras opciones para sustituirlo. La idea original era incluir un tercer Toad, pero luego se desechó porque desorientaba demasiado al multijugador. La princesa Peach no se tuvo en cuenta porque «está en algún lugar lejano que hay que salvar». Tras pensar las opciones de enemigos, Takemoto se decidió por Nabbit, un personaje que apareció por primera vez en New Super Mario Bros. U como un NPJ. Pidió a un programador específico que creara un prototipo; al principio se mostró escéptico con la representación, pero se sorprendió al ver que funcionaba bien, y llamó a Takemoto para contarle sus descubrimientos antes incluso de verlo en persona. También contemplaron e incorporaron la posibilidad de que esquivara a los rivales por completo, como hace en el original, que acabó incluyéndose en la versión final; les pareció una buena característica para los principiantes o los usuarios menos experimentados. Esto encajaba con una de las filosofías de Shigeru Miyamoto para el diseño de videojuegos: «Una idea es una solución única que resuelve múltiples problemas a la vez».

## Mercadotecnia y lanzamiento

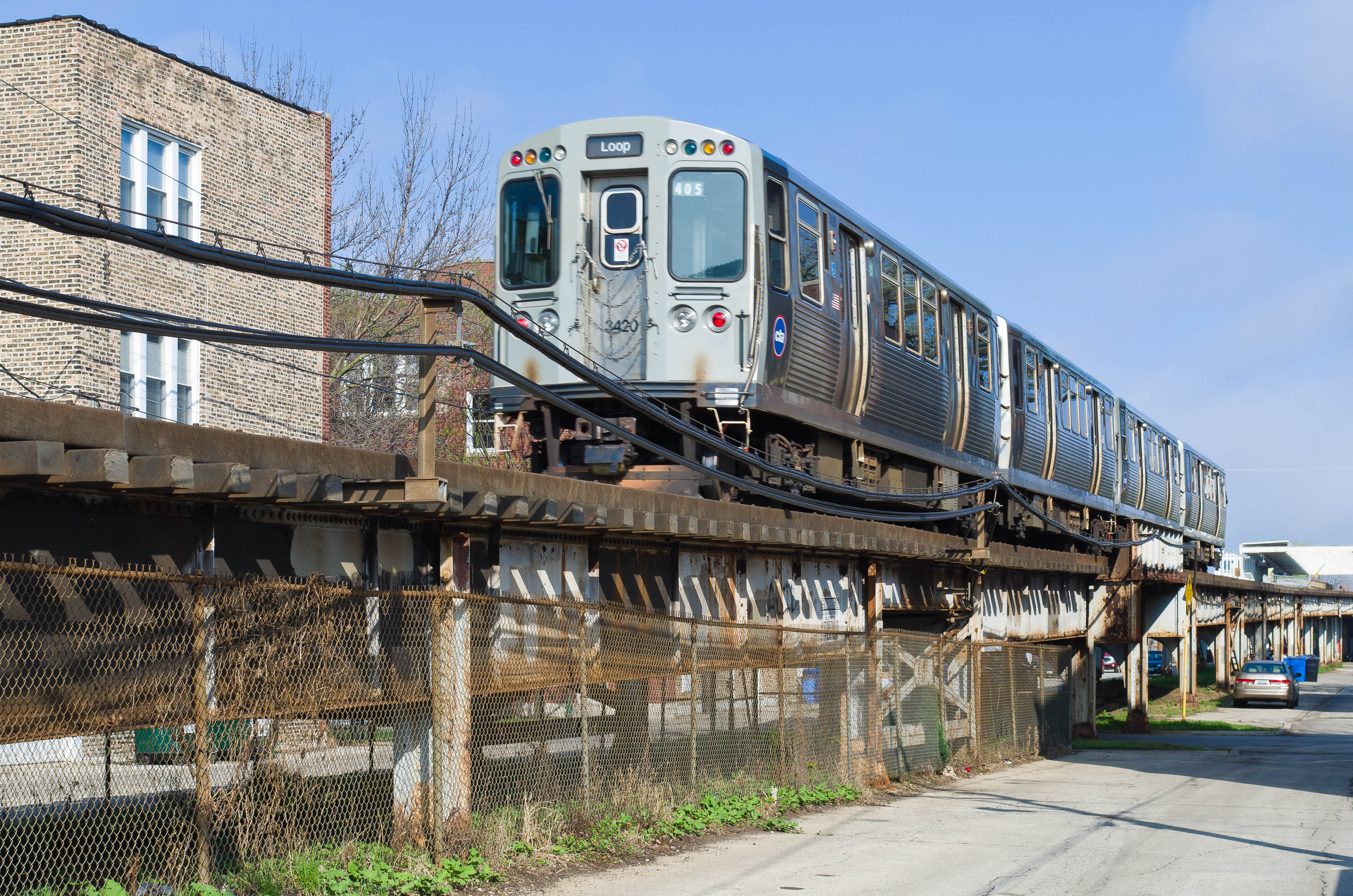
En agosto se rediseñó un tren de la Línea Marrón con ilustraciones de New Super Luigi U para promocionarlo.

El juego se reveló en un Nintendo Direct de febrero de 2013, coincidiendo con los anuncios de Luigi's Mansion: Dark Moon y Mario & Luigi: Dream Team. Fue presentado por el director ejecutivo, Satoru Iwata; no se mencionaron ni fecha de lanzamiento ni precio, ya que faltaba mucho para su finalización. En el E3 2013 se desvelaron más detalles; la empresa anunció que Mario se omitiría por completo del DLC y sería sustituido por Nabbit. También informaron que el contenido descargable debutaría no solo para la eShop de Wii U pero asimismo como una copia física independiente, con un cuadro verde en lugar de azul. La variante para la eShop salió a la venta el 19 de junio en Japón y al día siguiente en todo el mundo, y la versión física el 13 y 26 de julio en Europa y Japón respectivamente, y el 25 de agosto en Norteamérica. El siguiente noviembre se estrenó un paquete para la consola que contenía NSMBU y New Super Luigi U. Este, junto con el título base original, se agrupados y relanzados para Nintendo Switch con otros cambios en la mecánica como New Super Mario Bros. U Deluxe en 2019.
El 27 de julio, Takemoto publicó en Miiverse que Nintendo organizaría un desafío para sus usuarios; el objetivo era completar el modo historia principal recogiendo el menor número de monedas posible. Un mes después del lanzamiento, la compañía se asoció con la Autoridad de Tránsito de Chicago para cambiar el nombre de uno de sus sistemas de la Línea Marrón «L» de Chicago y convertirlo en la «Línea Luigi»; se rediseñó con un esquema de color verde y contenía ilustraciones de la celebración y otro material promocional del videojuego. Se colocaron quioscos en la segunda planta de la estación Clark/Lake para que los transeúntes pudieran probar una demostración, y una persona disfrazada era un jinete frecuente. La publicidad se mantuvo del 12 de agosto al 8 de septiembre, tras lo cual volvió a la normalidad. A lo largo de la campaña, la cuenta oficial de Nintendo of America en Twitter se modificó para que pareciera la del protagonista, y se utilizó para hacer fotos al visitar distintos lugares de Chicago, Illinois. Ese mismo mes también se estrenó el falso documental Finding Luigi – Legend of Parkour, publicado en el canal oficial en YouTube. El vídeo presenta a Luigi como una «leyenda del parkour», que ha desaparecido misteriosamente de la industria, y el equipo de rodaje intenta reunirse con un Nabbit huido para conocer su paradero actual.

## Recepción
New Super Luigi U recibió «críticas generalmente favorables», según el sitio web Metacritic, que le otorgó una puntuación de 77/100 en 59 comentarios. La mayoría de los críticos alabaron la dificultad, Jan Wobbeking de 4Players lo compara con la del lanzamiento exclusivo japonés Super Mario Bros.: The Lost Levels. Thomas Whitehead de Nintendo Life apreció el aumento de la complejidad y alabó el uso del tiempo limitado y de un plataformeo más intenso para conseguirlo. En un principio, el aleteo de los saltos les pareció innecesario, pero al final el cambio se convirtió en «una segunda naturaleza». Phillip Kollar, reseñante de Polygon, lo consideró como «el contenido de Mario más difícil que Nintendo ha creado en décadas». Algunos lo elogiaron como un nuevo reto para los jugadores tras completar NSMBU, pero solo pensando en los veteranos de la serie; Vince Ingenito de IGN lo calificó de «versión CliffsNotes de un gran juego de plataformas 2D de ritmo rápido», y consideró que en general era un giro único a la fórmula estándar de Super Mario. En contra, Kollar señaló una falta de atención a las nuevas personas, y aunque estaba equilibrado hacia el usuario, era demasiado «implacable» para animar a más intentos. Chris Schilling de Eurogamer se mostró cada vez más frustrado por el tiempo que transcurría entre la muerte y la apertura de un nivel, y comparó negativamente la experiencia con Super Meat Boy, que lo reinicia inmediatamente después de fallar. 4Players destacó un puñado de mensajes publicados en Miiverse, en los que los usuarios expresaban su frustración por la dificultad. A pesar de los cambios, GameSpot consideró que la experiencia era demasiado similar al original.
Se alabó el diseño de los niveles, pero algunos reprocharon otras pequeñas molestias que perjudicaron la experiencia general. Ingenito señaló que el límite de tiempo de cien segundos tuvo un fuerte «efecto psicológico» y atribuyó al cronómetro decreciente muchos de sus errores. Kollar disfrutó del tiempo limitado, pero finalmente se sintió frustrado porque dejaba poco espacio para jugar a su propio ritmo o para ver los gráficos; Jeff Grubb de VentureBeat comparte opiniones similares. Schilling consideraba que el diseño de las zonas era desafiante pero poco interesante, debido a que la mayoría sólo tenían un camino directo para completarlos y no daban al usuario mucha libertad para explorar. Henry Gilbert de GamesRadar calificó las fases más cortas de «impresionantemente compactos», y consideró que el concepto abreviado era positivo pensando en los veteranos de la serie. Whitehead aplaudió los trucos encontrados y nombró acontecimientos memorables que, a su juicio, frenaban la creatividad de Nintendo. Jeremy Parish de USGamer consideró que era frustrante, no por su dificultad intencionada, sino porque otros cambios en el control de Luigi no cuadraban bien con el diseño preciso y rápido de los escenarios. Consideraron que el concepto iba en contra de la fórmula estándar de Super Mario de poder explorar cada uno a su antojo. En general, les parecía demasiado exigente y preferían el DLC de New Super Mario Bros. 2.
El esquema de control de Luigi ha sido criticado sobre todo por su imprecisión. Schilling reprochó los mandos, no por su función, sino porque no casaban bien con el diseño, que se centraba en la precisión y, por tanto, no enfatizaba el movimiento escurridizo. Apreció la posibilidad de revertir los controles una vez completado, pero calificó el concepto general de «clavija verde en agujero rojo». A Dan Ryckert, crítico de Game Informer, le costó acostumbrarse al cambio dinámico en la mecánica con respecto a la entrega base, pero en general disfrutó de la experiencia. 4Players notaron dificultades para guiar al protagonista a través de las apretadas sesiones de plataformas, pero el salto más alto ayudó a evitar el fracaso. Ingenito se burló del diseño de las etapas por no justificar su movimiento, y aunque aumentaba los obstáculos, no lo hacía en el sentido justo. Sin embargo, apreciaban los brincos más altos y a menudo los explotaban al máximo. En cambio, Kollar opinaba que los niveles encajaban bien con el conjunto de movimientos y que simplemente llevaba tiempo acostumbrarse a ellos.
Los analistas también se opusieron al multijugador, con opiniones encontradas dirigidas a Nabbit. Ryckert lo consideró era una adición útil orientada a los nuevos usuarios que no se sentirían cómodos con el aumento de la dificultad. Gilbert criticó el multijugador; consideraban que se centraba principalmente en el modo para un jugador y que la mayoría de las fases eran inabarcables con cuatro personas participando simultáneamente. También creían que Nabbit causaba «problemas inesperados» al estar desequilibrado en comparación con los demás personajes. Whitehead apreció su uso como una selección más accesible, pero en general estaba «equivocado», y debido a la adición de un multijugador inmanejable, sugirió usar la de NSMBU en su lugar.

## Ventas
New Super Luigi U debutó la misma semana que Pikmin 3, otro título muy esperado de Nintendo que también se lanzó en exclusiva para Wii U, eclipsando a este juego en comparación. Las ventas japonesas de la copia al público ascendieron a 24 881, unas 1 000 menos que Tomodachi Collection: New Life y aproximadamente un tercio de las de Pikmin 3. A finales de agosto, las compras en Norteamérica alcanzaban las 120 000 unidades. En mayo de 2014, alcanzó 1,76 millones, aunque 2014 fue un fracaso financiero para la empresa y la Wii u debido a las escasas ventas de la consola; tuvo unas pérdidas netas de 457 millones de dólares. Hasta 2020, ha vendido 3,07 millones y es el octavo videojuego más adquirido de Wii U.